# Stefan Sagmeister
Stefan Sagmeister (Bregenz, 6 agosto 1962) è un grafico e tipografo austriaco.
È uno dei più importanti graphic designer contemporanei. Noto soprattutto per i suoi manifesti (AIGA), per le sue copertine di dischi (Lou Reed, David Byrne, Talking Heads, Rolling Stones, Aerosmith, Pat Metheny), e per le sue prese di posizione provocatorie ("Style=Fart").

Negli ultimi anni ha lavorato negli Stati Uniti, a New York.

## Esordi
Stefan Sagmeister nasce in Austria, in una cittadina sulle rive del Lago di Costanza, nel 1962. I suoi genitori sono venditori al dettaglio di articoli di moda.
 Terminate le scuole superiori si iscrive al corso d'ingegneria presso il college di Dorbin. Qui si appassiona alla grafica lavorando alle illustrazioni e ai layout della rivista di sinistra Alphorn. Il suo primo lavoro da creativo, un manifesto per pubblicizzare un numero di questa rivista, consiste nel convincere i suoi compagni a formare coi loro corpi una "A" di anarchia, per poi fotografarli dal tetto della scuola.

Decide di cambiare corso di studi e di trasferirsi a Vienna per studiare graphic design alla Universität für angewandte Kunst (l'Università di Arti Applicate, alla quale viene ammesso, in verità, solo al secondo tentativo). Vi rimane dal 1981 al 1985.
Durante questo periodo entra a far parte del collettivo di artisti Gruppe Gut, con il quale realizza in generale i manifesti per il gruppo teatrale Schauspielhaus (sostanzialmente riletture in chiave punk di locandine classiche), e in particolare una serie di manifesti per salvare lo storico Ronacher Theater dalla demolizione (1984). 

Nel 1987 ottiene un master al Pratt Institute di New York. È in questo periodo che emerge l'umorismo che caratterizzerà molti dei suoi lavori successivi. Emblematico il caso in cui una sua fidanzata dell'epoca gli chiede di farle dei biglietti da visita, ma a patto che non vengano a costare più di un dollaro l'uno: Sagmeister prende alla lettera l'indicazione e stampa nome e indirizzo della ragazza su banconote da un dollaro.

Nel 1990 è costretto a ritornare a Vienna per far fronte agli obblighi del servizio di leva, ai quali assolve sotto forma di servizio cilvile presso un centro per rifugiati. Sono di questo periodo i poster per il Nickelsdorf Jazz Festival.

## La Sagmeister Incorporated
Nel 1991, all'età di 29 anni, Sagmeister viene assunto dall'agenzia pubblicitaria Leo Burnett. Lavora nella sede di Hong Kong. Durante questo periodo gli viene commissionato un manifesto per la cerimonia dei 4As Advertising Awards (1992): realizza un'illustrazione che si rifarebbe alla tradizione cantonese se non fosse per il fatto che i quattro uomini raffigurati nella prima immagine accennano ad un coro, e nella seconda hanno i pantaloni abbassati e mostrano il sedere ("Call for Entries"). Il risultato è che alcune agenzie boicottano la manifestazione e sui giornali compaiono numerose lettere di protesta.
Nel 1993 è di ritorno a New York, a lavorare per la M&Co. di Tibor Kalman, riuscendo così a realizzare un suo sogno. Ma appena sei mesi più tardi Kalman chiude la M&Co. Sagmeister decide quindi di aprire uno studio per conto proprio (La Sagmeister Inc.), e lo fa seguendo uno degli insegnamenti di Kalman, ossia tenere l'organico al minimo: se stesso; un/una designer (si sono succeduti: Hjalti Karlsson, Martin Woodtli, Jan Wilker) e uno/una stagista.

Il suo primo lavoro consiste nel curare la propria immagine. Nasce così il marchio della Sagmeister Inc., una "S" cerchiata. E nasce così il biglietto da visita contenuto in una custodia di acrilico: esternamente è possibile vedere solo il marchio; quando si estrae il biglietto è possibile leggere le generalità. L'idea dei livelli correlati tra loro è stata poi ripresa da Sagmeister in molti dei suoi lavori successivi.
Negli anni che seguono cura l'immagine di vari clienti, dalla catena di negozi di jeans del fratello in Austria fino al Museo Guggenheim e alla Time Warner.

Tuttavia le opere che lo rendono celebre sono costituite dalle copertine dei compact disc e dai manifesti.
Nel 1994 progetta la grafica per l'album "Mountains of Madness" di H. P. Zinker sfruttando alcuni principi fisici del colore: attraverso la plastica rossa del CD è possibile intravedere il volto tranquillo di un signore, ma una volta estratto il libretto si scopre che la copertina interna non è quella che sembra e lo stesso signore è ritratto mentre grida. Per quest'opera Sagmeister riceve una nomination ai Grammy Award.

Nel 1995 inizia la collaborazione con David Byrne, disegnando la copertina per una raccolta di canzoni. Tale collaborazione viene rinnovata due anni più tardi quando Sagmeister realizza la copertina di Feelings (qui l'ex leader dei Talking Heads è riprodotto come se fosse Big Jim).

Nel 1996 è la volta di Lou Reed con la copertina dell'album "Set the Twilight Reeling": in questo caso dalla plastica blu semitrasparente del CD si intravede il primo piano dell'ex Velvet Underground, ma una volta estratto il libretto si scopre che il volto emana raggi da un occhio e la copertina è gialla e verde. Nel rispettivo manifesto pubblicitario, che annunciava l'uscita dell'album, titoli e parte dei testi delle canzoni sono scritte sul viso. 
Il 1996 è anche l'anno in cui Segmaister inizia a realizzare i manifesti per l'AIGA (American Institute of Graphic Arts). 

Nel primo manifesto, relativo ad una serie di dibattiti, sono fotografate due lingue in erezione l'una al cospetto all'altra ("Fresh Dialogue"). Anche in questo caso l'ambiguità dell'opera sarà motivo di polemiche.

Nel secondo, del 1997 e relativo alla conferenza biennale che si tiene a New Orleans, sono raffigurati dei polli decapitati che corrono nella prateria all'imbrunire ("But, Hurry!").

Il lavoro più celebre, comunque, e divenuto poi icona della grafica del decennio, lo realizza nel 1999: il manifesto, relativo ad un ciclo di conferenze al campus universitario di Cranbrook nei pressi di Detroit, lo autoritrae nudo. Le scritte sono state incise sulla pelle con un coltello.  Anche quest'opera è riconducibile ad una certa estetica punk che ricorda l'autolesionismo di Sid Vicious. Tuttavia, almeno in questo caso, il pathos è stemperato dal fatto che Sagmeister stringe nella mano una scatola di cerotti. Il manifesto doveva in qualche modo simboleggiare la sofferenza che si deve patire prima di poter partorire un progetto. Su questo manifesto è inoltre possibile leggere l'aforisma "lo stile è una scorreggia", rappresentativo della maniera di concepire la grafica da parte di Sagmeister: da un lato perché egli è orientato a privilegiare i contenuti a scapito della forma; dall'altro perché se un concetto può venir espresso in varie forme alternative, allora Sagmeister sceglie quella meno eufemistica. Tale presa di posizione radicale va contestualizzata nella fine degli anni novanta dove il dibattito al riguardo (Big Idea vs. Style) era particolarmente sentito. Lo stesso Sagmeister ha rivisto il proprio punto di vista qualche anno più tardi ("lo stile è utile alla comunicazione").
Nel 2000 si prende un anno sabbatico per dedicarsi alla ricerca e a vari progetti sperimentali. Nel 2001 pubblica il volume "Sagmeister: Made You Look. Another self-indulgent design monograph (practically everything we have ever designed including the bad stuff.)". Per la copertina cita se stesso: attraverso la custodia in plastica trasparente rossa è possibile scorgere un affettuoso cane da pastore tedesco, ma una volta estratto il libro si scopre che il cane non è poi così mansueto.
La produzione successiva è guidata da un particolare intento di fondo: “Toccare con il design il cuore di qualcuno” ovvero riuscire a rendere la grafica emozionante come lo è, più in generale, l'arte. 

Volutamente il crescente successo non va di pari passo con un aumento della mole di lavoro (Sagmeister continua a lavorare con pochissimi collaboratori), ma piuttosto con una selezione della committenza. Col tempo decide di limitare il suo operato ad aree circoscritte (design per cause sociali, design per artisti, design per la musica e corporate design). 

Collabora con la True Majority, un'organizzazione statunitense volta a promuovere, tra le varie iniziative, il reinvestimento dei soldi pubblici spesi per le guerre in istruzione ("Move Our Money").

È visiting professor a Berlino e viene chiamato ad insegnare alla School of Visual Art e alla Cooper Union School of Art, entrambe di New York.
Organizza mostre in tutto il mondo (New York, Miami, Zurigo, Vienna, Praga, Berlino, Colonia, Seul, Tokyo, Osaka).
Particolarmente interessanti sono i tentativi di risolvere in maniera creativa progetti a basso costo. Nel 2003 realizza per una brochure della Fashion designer Anni Kuan soluzioni grafiche a partire da bruciature di ferro da stiro. Sempre nel 2003 realizza per la Adobe un manifesto relativo ai Design Achievement Awards componendo con duemilacinquecento coppette di carta per il caffè un mosaico raffigurante a sua volta un'enorme coppa, e fotografando il tutto da dieci metri d'altezza.
Nel 2005 vince il Grammy award (categoria: Best Boxed or Special Limited Edition Package) per la Copertina di una raccolta dei Talking Heads (Once in a Lifetime'). 
I lavori più recenti sono rappresentati da installazioni, grafica per pubblicazioni scientifiche, poster fotosensibili e veicoli a forma di porcellino-salvadanaio.